# Privilegio di Artlenburg

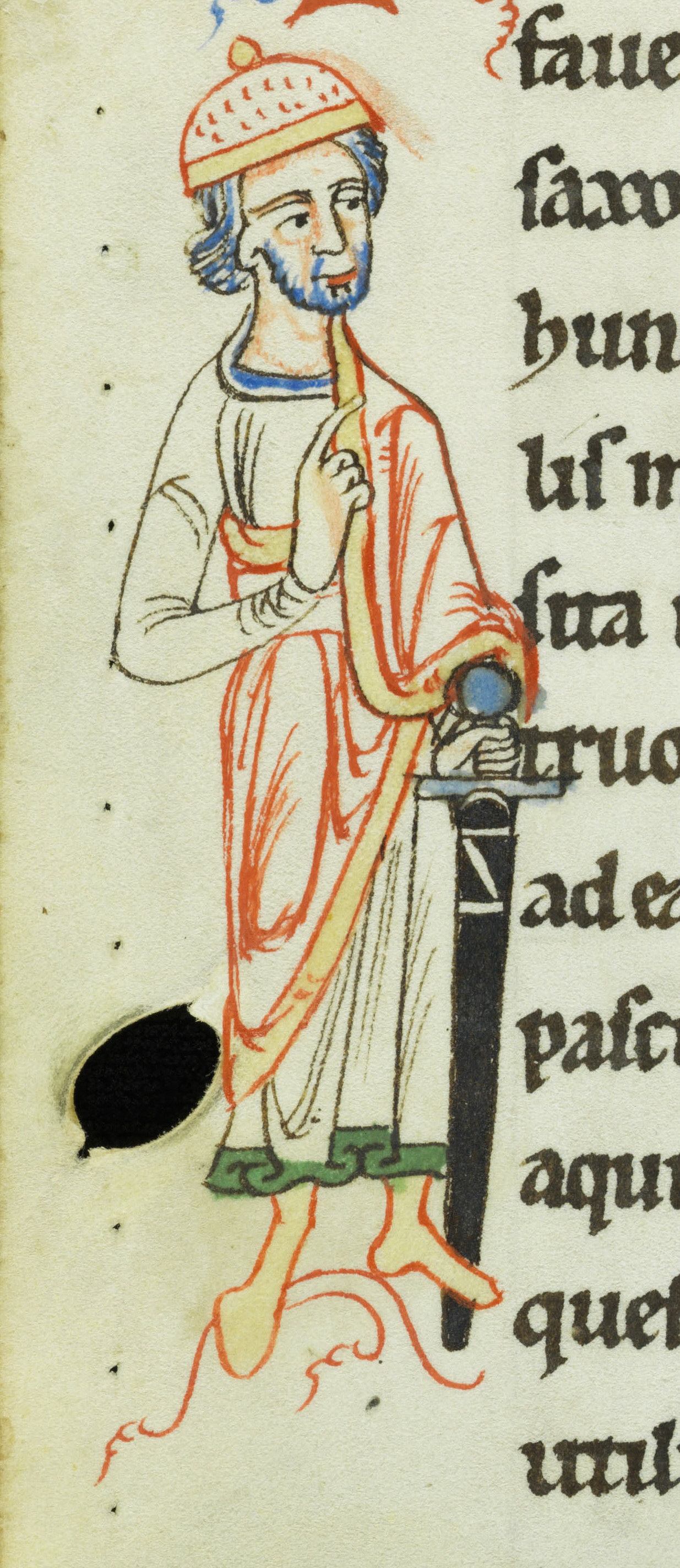
Enrico il Leone

I Privilegi di Artlenburg (in tedesco: Artlenburger Privileg) sono il più antico documento conosciuto emanato da Enrico il Leone nel 1161 per incrementare i rapporti commerciali nell'area del Baltico e costituiscono uno degli atti di fondazione della Lega anseatica.

## Storia
Le circostanze che portarono alla stesura del trattato e la precedente rivolta del 1159/1160 non è ancora totalmente stata chiarita dagli storici. 
I Privilegi furono redatti e sottoscritti dopo un solenne incontro tenutosi a Ertheneburg, una località nei pressi del fiume Elba, nell'ottobre del 1161. La città antica ora non più visibile si trova nei pressi dell'odierna città di Artlenburg da cui deriva il nome dei Privilegi.
Essi racchiudono gli accordi e i compromessi che dovevano rendere più sicuro e prospero il commercio nell'area baltica e, in particolar modo, le relazioni tra i commercianti basso tedeschi (il cui centro principale era Lubecca) e quelli dell'isola svedese di Gotland. Il perno  principale, attorno a cui ruota il documento, è la garanzia di protezione degli abitanti dell'isola di Gotland, in cambio dell'assicurazione da parte di questi ultimi di creare importanti e solidi rapporti commerciali con la città di Lubecca. Ai Gotlandi venivano altresì riconfermati i diritti, già concessi da Lotario II di Supplimburgo, nel caso essi si fossero recati a Lubecca. 
I prodotti provenienti dal Gotland furono esentati dalla tassa doganale, diventando estremamente diffusi in area tedesca e di contro, i Gotlandi accettarono la presenza di un Aldermanno nominato da Enrico il Leone nel loro territorio con funzioni assimilabili a quelle di un ambasciatore.
I Privilegi furono confermati e rafforzati in alcuni punti nel 1177 dal re Valdemaro I di Danimarca che espanse i privilegi anche ai commercianti danesi iscritti alla Knudsgilde (Gilda di Canuto), un'associazione di mercanti creata da Canuto Lavard.
Conseguenza di questi concordati fu il fiorire di floridi e intensi commerci con la popolazione del Gotland. I commercianti tedeschi e danesi poterono arricchirsi a tal punto che già nella seconda metà del XII secolo non era insolito che avessero una seconda casa e altre proprietà anche sul territorio svedese.
La stessa cattedrale di Visby fu intitolata a Maria Madre di Dio, in analogia alla chiesa principale dei commercianti tedeschi: la chiesa di S. Maria in Lubecca, simbolo della prosperità della lega anseatica. Entrambe erano utilizzate anche come deposito per le merci di alto valore che le due nazioni si scambiavano.